# هلن بوسانکوئت
هلن بوسانکوئت (Helen Bosanquet) (نام تولد: دندی؛ ۱۰ فوریه ۱۸۶۰ – ۷ آوریل ۱۹۲۵)،‏ یک نظریه‌پرداز اجتماعی، اصلاح‌طلب اجتماعی و اقتصاددان اهل انگلستان بود، کار وی بیشتر بر حوزه‌های فقر، سیاست اجتماعی، زندگی طبقه کارگر و روش‌های مدرن مددکاری اجتماعی متمرکز بود. هلن با جامعه سازمان خیریه (COS) همکاری نزدیک داشته و از تجربه مستقیمِ زندگی در میان «فقرا» استفاده می‌کرد. بوسانکوئت در حرفه خود بیشتر متمرکز بر خانواده بود، به‌ویژه خانواده‌های طبقه-کارگر و رابطه آن‌ها با فقر. هلن همسر فیلسوف انگلیسی به‌نام برنارد بوسانکوئت بود.

## زندگی‌نامه

### دوران کودکی
هلن دندی در ۱۸۶۰ میلادی در منچستر به دنیا آمد، پدر وی ریویرند جان دندی نام داشت و مادرش سارا بیرد (۱۸۳۱–۱۹۲۲ میلادی)، کوچک‌ترین دختر و پنجمین فرزند از نُه فرزند جان ریلی بیرد بود. هلن یکی از سه فرزند خانواده بود، ماری دندی خواهر بزرگ‌تر وی بود و برادرش که آرتور دندی (۱۸۶۵–۱۹۲۵ میلادی) نام داشت، یک زیست‌شناس بود.

### تحصیلات
هلن و خواهرش توسط یک معلم خصوصی در خانه آموزش دیدند. در ۱۸۸۶ میلادی، زمانی که هلن بیست و شش سال داشت در کالج نیوهام در دانشگاه کمبریج پذیرفته شد، به این هدف آکادمیک که علوم انسانی بخواند. اشتیاق او به فلسفه اخلاق باعث هدایت حرفه و وقت او به‌سوی انجمن اخلاقیات لندن شد. او مدرک خود را با درجه اول در ۱۸۸۹ میلادی کسب کرد. با این حال، او موفق نشد هیچ سمت آکادمیک را به‌دست‌آورد.

## حرفه و دوران بعدی زندگی
پس از فراغت از دانشگاه، بوسانکوئت به لندن نقل مکان کرد و در آنجا به انجمن سازمان خیریه (COS) پیوست، این سازمان متعهد بود تا خیریه‌های خصوصی چشم‌گیر که از لندن جمع‌آوری می‌گردید را سازماندهی نماید. انجمن سازمان خیریه در نخست بر هماهنگی تلاش‌های انسان دوستی در سطح محلی متمرکز بود، اما بعداً این سازمان محدوده تمرکز خود را به کار فعالانه و مؤثر با سایر سازمان‌های خیریه به منظور تأثیرات دراز مدت تغییر داد. او تنظیم‌کننده و مسئول منطقهٔ نمایندگی این سازمان در منطقه شوردیچ شد. وی همچنین در انجمن اخلاقیات لندن فعال بود و در آنجا با فیلسوف برنارد بوسانکوئت (۱۸۴۸–۱۹۲۳ میلادی) آشنا شده و در ۱۳ دسامبر ۱۸۹۵ میلادی با وی ازدواج کرد. هلن و شوهر وی کارهای نظری اساسی فراهم نمودند که منتهی به تعریف کار روی پرونده (مددکاری اجتماعی) شد. از نظر بوسانکوئت، کارکنان پرونده باید به یک درک «واقعی» نسبت به نگرش کسانی که به آن‌ها کمک می‌کنند، دست یابند. او شغل دارای حقوق خود را رها کرد تا روی به تحریر درآوردن ایده‌های خود تمرکز نماید. علاوه برداشتن یک حرفه عمومی فعال به عنوان نظریه‌پرداز و مبلغ انجمن سازمان خیریه، او به عنوان مترجم فلسفه و جامعه‌شناسی آلمانی و به عنوان همکار با شوهر خود کار کرد.
در ۱۹۰۵ میلادی، او به عنوان عضو کمیسیون سلطنتی برای قانون فقرزدایی گماشته شد، جای که وی از نقش خیریه‌های خصوصی نسبت به برنامه‌های رفاه دولتی طرف‌داری کرد. او در گزارش اکثریت (قانون فقرزدایی) که در ۱۹۰۹ میلادی به چاپ رسید و توسط این کمیسیون ترتیب داده شده بود، تأثیر عمده داشت. وی همراه با اصلاح طلب اجتماعی به‌نام بیترایس ویب کار کرد، اما هر دو اغلب باهم اختلاف عقیده داشتند. ویب می‌خواست تا قوانین فقرزدایی لغو شده و خدمات اجتماعی که توسط دولت مدیریت می‌گردد جایگزین آن شود، در حالی‌که بوسانکوئت می‌خواست تا برخی ابعاد قانون فقرزدایی حفظ شود.

### فقر
«مسئله فقر» یا موجودیت محرومیتِ مشهود، پدیده‌ای بود که بسیارهای همانند بوسانکوئت تلاش نمودند تا آن را تشریح کنند. انجمن سازمان خیریه، فقر را به عنوان یک مشکل مربوط به فقراء می‌پنداشت، از این جهت مسئله فقر با کار آن‌ها و کار بوسانکوئت در انجمن سازمان خیریه مرتبط بود و آن‌ها باید راه حل‌ها و روی‌کردهای را برای کمک‌های خیریه دریابند. او روی احتمال بالقوه برای ایجاد مددکاری اجتماعی تأکید می‌کرد و نسبت به کارایی بالقوه مددکاری اجتماعی و همچنین پتانسیل خانواده‌های طبقه کارگر خوشبین بود. وی همچنین روی اهمیت درک فقر از منظر ظرفیت فرد برای مدیریت آن، تأکید می‌کرد. بوسانکوئت از انجمن سازمان خیریه استفاده نمود تا این مسئله را تشریح نماید که یکی از راه‌های مدیریت فقر همانا کار کردن با افراد و خانواده‌های آن‌ها برای بلندبردن وضعیت اقتصادی موجود آن‌ها و ایجاد راه حل‌های دراز مدت است. آنچه پیرامون «خط فقر» در کارهای بوسانکوئت دیده می‌شود این است که او مبدأ خط فقر و مفهومی که این اصطلاح در جامعه ما دارد، را تحقیق می‌کند. خطر فقر به عنوان یک نقطه مشخص میان آن عده از مردمی که فقیر هستند و آن‌های که فقیر نیستند تعریف شده‌است. او تلاش می‌ورزد تا با استفاده از اهمیت شواهد، بازنگری و نقد، مفهوم خط فقر را حذف نماید.

### طبقه
بوسانکوئت استدلال نمود که افراد عضو طبقه کارگر باید مورد حمایت قرار گیرند تا وضعیت بد اقتصادی خود را بهبود بخشند. وی همچنین روی اهمیت عادی شدن طبقه‌های مختلف با یکدیگر تأکید کرد (ثروت‌مند و فقیر).

## آثار برجسته

### مطالعه‌ای بر دستمزد زنان
در ۱۹۰۲ میلادی، بوسانکوئت یک تبادل نظرهای گسترده‌ای با سیبوهم راونتری داشت که در آن بوسانکوئت یافته‌های وی در مورد میزان و علت‌های فقر در یورک را زیر سؤال برد. یکی از این کارها شامل مقاله‌ای تحت عنوان «مطالعه‌ای بر دست‌مزد زنان» بود که به عنوان بخشی از «ژورنال اقتصادی» چاپ شد. این مقاله توجه افراد را به‌سوی افزایش آموزش برای زنان جهت یافتن شغل‌های ماهر، جلب نمود. در نتیجه، زنان می‌توانستند وضعیت کاری و دست‌مزد بهتری به‌دست بی‌آورند.

### خطوط سود صنعتی
بوسانکوئت در مقاله‌اش تحت عنوان «خطوط سود صنعتی» این ایده را پیشکش می‌کند که تجارت پیشه‌های که در همان صنعت هستند باید روی قیمت‌های ثابت موافقت نمایند تا سود بیشتری به‌دست آورده و در نتیجه به کارگران خود دست‌مزد بهتری فراهم نمایند.

### قوانین طلاق انگلستان و ویلز
او در مقاله خود «قوانین طلاق انگلستان و ویلز»، این ایده را پیشکش می‌کند که افراد جوان نباید مجبور کرده شوند تا سوگندهای دائمی یاد کنند، چون طول عمر ازدواج بستگی به شرایط گوناگون دارد. در ۱۹۰۵ میلادی، او به عنوان عضو کمیسیون سلطنتی برای قانون فقرزدایی گماشته شد، جای که وی از نقش خیریه‌های خصوصی نسبت به برنامه‌های رفاه دولتی طرف‌داری کرد.

### قدرت مردم: مطالعه‌ای در اقتصاد اجتماعی
بوسانکوئت در این کار خود، اصل پیشرفت در ذهن انسان را به تحلیل گرفت. او در این کار، از یک روی‌کرد اقتصادی و انسان دوستانه بر مبنای این‌که توزیع چه چیزی باعث ایجاد بزرگ‌ترین خوشحالی شده و نیازهای افراد را برآورده می‌سازد، استفاده می‌نماید.

## میراث

### مددکاری اجتماعی
بوسانکوئت همچنین نقش کلیدی در رشد مددکاری اجتماعی در بریتانیا ایفا کرد. او پیشنهاد نمود که مددکارهای اجتماعی به تحصیلات رسمی و مهارت‌های حرفه‌ای نیاز دارند. او روی برنامه درسی مدرسه جامعه‌شناسی (سال تأسیس: ۱۹۰۳ میلادی) انجمن سازمان خیریه که بعداً در ۱۹۱۲ میلادی به دانشکده علوم اجتماعی مدرسه اقتصاد لندن مبدل شد، تأثیر داشت. بوسانکوئت روی آنچه تدریس می‌شد دربرگیرنده مهارت‌های عملی و آموزش‌های عمومی، تأثیر گذار بود.
وی همچنین به صراحت در مورد حقوق زنان صحبت می‌کرد. او در مورد رأی دادن زنان نظر داد. وی همچنین در مورد فشارهای که زنان طبقه کارگر به‌خاطر محرومیت از حقوق شان با آن روبرو هستند، صحبت نمود.

### جامعه‌شناسی
کارهای بوسانکوئت به‌خاطر شرح که در مورد خانواده و فقر محلی فراهم می‌نماید، به عنوان «جامعه‌شناسی فرهنگی» مورد تقدیر قرار گرفت.
ترجمه انگلیسی اثرگذار او از منطقِ کریستوف ون سیگوارت در ۱۸۹۵ میلادی ظاهر شد.

### حرفه نویسندگی
پس از مرگ بوسانکوئت در ۱۹۲۳ میلادی، هلن سه فصل در مورد ماهیت ذهن که قبلاً نوشته شده بود را تنظیم نمود تا به چاپ برسد. او خاطراتی در مورد زندگی شوهر خود نوشت و در ۱۹۲۴ میلادی به چاپ رساند. او در منطقه گلودرز گرین، لندن پس از این‌که برای چندین سال از بیماری رنج می‌برد در ۱۹۲۵ میلادی درگذشت. او از سال ۱۹۰۹ تا ۱۹۲۱ میلادی نقدنامه سازمان خیریه (Charity Organization review) که بخش اساسی انجمن سازمان خیریه بود، را ویراستاری می‌کرد.

## نقدها
در ۱۹۱۴ میلادی، او «مددکاری اجتماعی در لندن: تاریخچه‌ای از انجمن سازمان خیریه لندن» را منتشر نمود و مقاله بحث برانگیز «هرچند تصویب شده‌است، اما تاریخ رسمی نیست» را نوشت. او در این مقاله در مورد اصول بحث‌برانگیز انجمن سازمان خیریه در مورد ایده‌های کمک‌های دولتی و خیریه بحث می‌کند. پس از انتشار کتاب وی، تاریخ‌نگاران و منتقدین آن را به تندی نقد کردند.
بوسانکوئت همچنین از کار چارلز بوت در مورد نظر سنجی زندگی و کار نقد نموده، استدلال نمود که این کار مبانی انسان دوستی اخلاقی را تهدید می‌کند. وی همچنین پس از حمله به کارهای بوث و روانری، جزوه‌ای را منتشر کرد که تاریخ آن مشخص نیست اما بعد از ۱۹۰۰ میلادی منتشر شده‌است.

## نقل قول‌های برجسته
«من همیشه برین عقیده بوده‌ام که فقر و درد، بیماری و سلامت، شرهای هستند که از آنچه معلوم می‌شوند به مراتب اهمیت بسیار کم‌تری دارند، مگر در حدی که آن‌ها باعث تضعیف زندگی و شخصیت شوند؛ و این‌که هدف انسان دوستی واقعی بیش از این‌که زدودن درست و آنی فقر باشد، افزایش توان‌مندی است…»
«زنان کارگر انگلستان به یقین که در یک فلاکت بسیار اسف‌بار قرار دارند و اگر شوالیه‌های عیار هنوز نیرو داشتند، آن‌ها کار لازم را می‌یافتند تا با نیزه و شمشیر، خواهران خود از خودکامگی که به آن‌ها ستم می‌شود، برهانند».
«ظاهراً این تقریباً اجتناب ناپذیر است که اگر مردی وضعیت اقتصادی پایین در خانواده را بپذیرد، به یک مرد تنبل و مستبد تنزیل می‌کند».